# Tempête Anatol
Pour les articles homonymes, voir Tempête (homonymie).
Anatol est le nom donné par le service météorologique allemand à une puissante dépression qui frappa le Danemark, le sud-ouest de la Suède et le nord de l'Allemagne le 3 décembre 1999 avant de traverser la mer Baltique et de faiblir en traversant la Lettonie et l'ouest de la Russie le 4 décembre. On enregistra des vents moyens de 136 km/h avec cette tempête et des rafales jusqu'à 175 km/h. La pression atmosphérique centrale minimale fut de 953 hPa près de la côte est du Jutland. Bien qu'elle ne soit pas un cyclone tropical, les vents moyens sont équivalents à la catégorie 1 dans l'échelle de Saffir-Simpson.
La tempête causa 20 pertes de vie et des dégâts estimés à 2 milliards d'euros (de 1999) au Danemark, en Suède, en Allemagne, en Pologne, en Lituanie, en Lettonie et en Russie. Cependant le Danemark fut le plus touché avec 7 morts, plus de 800 blessés et des dommages estimés à 13 milliards de Couronnes, soit 2 milliards de dollars US selon le service météorologique danois. La période de retour d'une telle tempête est de l'ordre de 500 ans au Danemark.

## Évolution météorologique
Une perturbation dans la circulation atmosphérique est passée au nord-est de Terre-Neuve et s'est dirigée vers l’Europe. Une circulation cyclonique fermée est apparue à 18 h TUC le 2 décembre 1999 au large de l’Irlande. Cette dépression est entrée sous un creux barométrique d'altitude où elle a pu se développer grâce à un très fort contraste de température d'une zone barocline. Le 3 décembre à 18 h TUC, passant sur le nord-est de l'océan Atlantique, sa pression centrale a été notée à 990 hPa par un navire près des îles Britanniques.
Le creusement rapide de la tempête s'est poursuivi au cours des douze heures suivantes en se dirigeant vers la mer du Nord. La pression centrale est descendue à 957 hPa à 12 h TUC près du Danemark. Continuant son chemin, la dépression a atteint 953 hPa à 18 h TUC près de la côte est du Jutland puis 954 hPa à 21 h TUC sur le sud de la Suède. Anatol s'est par la suite comblée graduellement en traversant la mer Baltique puis en traversant la côte de la Lettonie le 4 décembre à 6 h TUC.

## Impact
Anatol a causé des dommages à la Suède, le nord de l'Allemagne, la Pologne, la Lituanie, la Lettonie et l'ouest de la Russie. Cependant, ce fut le Danemark qui fut le plus touché. Le nombre total de morts fut de 20 personnes et 600 000 réclamations d'assurance furent reçues par les assureurs pour un total de 2 milliards d'euros (de 1999).
Selon le service météorologique danois, la tempête causa dans ce pays seulement des dommages estimés à 13 milliards de Couronnes, soit 2 milliards de dollars US (de 1999), 7 morts et plus de 800 blessés. Selon Air-Worldwide, les assureurs furent submergés par les réclamations des sinistrés, représentant un dixième de la population du Danemark, pour atteindre 2 milliards d'euros. Pour faciliter le traitement, les demandes ne dépassant pas un certain plafond furent réglées sans enquête de la part des agents d'assurance ce qui a pu hausser artificiellement la valeur des pertes.
Près de 4 000 000 m3 de débris furent déplacés par la tempête au Danemark, principalement dans le sud du Jutland. Les lignes électriques rompues ont causé plus de 200 incendies et les pannes de courant affectèrent 20 000 foyers dans la partie nord de l'île de Seeland pour une semaine entière. Le trafic ferroviaire fut partiellement paralysé pendant plusieurs jours.
Le niveau de l'eau a atteint en moyenne une surcote de 4 à 4,5 mètres dans la mer des Wadden et à Ribe, le capteur est devenu hors-service à 5,12 mètres. Si la tempête était arrivée en même temps que la marée haute astronomique - soit six heures plus tôt ou plus tard - ce niveau aurait été de 1 à 1,5 mètre de plus, ce qui aurait causé des inondations semblables au record du 11 octobre 1634 (6,12 mètres).

## Conséquences
Le passage d’Anatol créa des problèmes aux assureurs qui souffrirent de problèmes financiers. En effet, leurs actifs et la valeur de leurs réassurances arrivèrent difficilement à couvrir les pertes. En 2000, la plupart des compagnies augmentèrent de façon marquée leur couverture de réassurance.